# Schizopetalon
Schizopetalon es un género de fanerógamas perteneciente a la familia Brassicaceae. Comprende 18 especies descritas y de estas, solo 10 aceptadas.

## Taxonomía
El género fue descrito por John Sims y publicado en Botanical Magazine pl. 2379. 1823.

## Especies aceptadas
A continuación se brinda un listado de las especies del género Schizopetalon aceptadas hasta julio de 2014, ordenadas alfabéticamente. Para cada una se indica el nombre binomial seguido del autor, abreviado según las convenciones y usos.	
- Schizopetalon arcuatum
- Schizopetalon bipinnatifidum
- Schizopetalon biseriatum
- Schizopetalon brachycarpum
- Schizopetalon corymbosum
- Schizopetalon dentatum
- Schizopetalon maritimum
- Schizopetalon rupestre
- Schizopetalon tenuifolium
- Schizopetalon walkeri